# پراسر (واشینگتن)
پراسر (به انگلیسی: Prosser) شهری در شهرستان بنتون، ایالت واشنگتن است که در سرشماری سال ۲۰۱۰ میلادی، ۵۷۱۴ نفر جمعیت داشته است. 